# 自由教会
自由教会，亦稱獨立派基督徒、獨立教會，是基督新教分支之一。獨立教會與宗教改革沒有歷史淵源，近年來更發展出獨立於傳統宗派的教會組織和信仰實踐模式。
其常见形式包括撒哈拉以南非洲境內不屬於任何主流宗派的教會、中國國內不屬於官方宗教組織的教會和美國的非宗派教會。英格兰不从国教（不信奉英格兰教会）的派别也是自由教会。